# Iran Fajr International 2004
Die Iran Fajr International 2004 im Badminton fanden vom 2. bis zum 5. Februar 2004 in Teheran statt.

## Sieger und Platzierte
| Disziplin    | Gold                               | Silber                       | Bronze                            |
| ------------ | ---------------------------------- | ---------------------------- | --------------------------------- |
| Herreneinzel | Shoji Sato                         | Chien Yu-hsiu                | Lee Yen Hui Kendrick              |
| Herreneinzel | Shoji Sato                         | Chien Yu-hsiu                | Richard Vaughan                   |
| Dameneinzel  | Li Li                              | Jiang Yanmei                 | Anna Rice                         |
| Dameneinzel  | Li Li                              | Jiang Yanmei                 | Santi Wibowo                      |
| Herrendoppel | Albertus Susanto Njoto Liu Kwok Wa | Keita Masuda Tadashi Ohtsuka | Vincent Laigle Svetoslav Stoyanov |
| Herrendoppel | Albertus Susanto Njoto Liu Kwok Wa | Keita Masuda Tadashi Ohtsuka | José Antonio Crespo Sergio Llopis |
| Damendoppel  | Jiang Yanmei Li Yujia              | Yoshiko Iwata Miyuki Tai     | Louisa Koon Wai Chee Li Wing Mui  |
| Damendoppel  | Jiang Yanmei Li Yujia              | Yoshiko Iwata Miyuki Tai     | Judith Baumeyer Fabienne Baumeyer |